# Balbina (Vorname)
Balbina ist ein weiblicher Vorname lateinischen Ursprungs.

## Herkunft und Bedeutung
Der Name „Balbina“ stammt vom Lateinischen balbus (= stammelnd, stotternd).

## Bekannte Namensträger
- Balbina von Rom, christliche Märtyrin und Heilige des 2. Jahrhunderts
- Balbina Bäbler (* 1967), Schweizer Klassische Archäologin
- Balbina Herrera (* 1954), panamaische Politikerin
- Balbina Jagielska (* 1983), deutsch-polnische Sängerin und Komponistin